# Myrtea spinifera
Myrtea spinifera är en musselart som beskrevs av Montagu 1803. Myrtea spinifera ingår i släktet Myrtea och familjen Lucinidae. Arten är reproducerande i Sverige. Inga underarter finns listade i Catalogue of Life.